# O Fantástico Mundo de Gregório
O Fantástico Mundo de Gregório foi uma série de televisão brasileira exibida pelo canal de televisão a cabo Multishow, entre 12 de novembro e 17 de dezembro de 2012. A série é um reality show ficcional, que conta a história do ator e roteirista Gregório Duvivier. 

## Elenco
- Gregório Duvivier
- Clarice Falcão
- Letícia Lima
- Edgar Duvivier
- Oberdan Júnior
- Olivia Byington
- Júlia Rabello
- Gustavo Chagas
- Luis Lobianco
- João Vicente de Castro